# Thank God It's Christmas
Singles de Queen
Hammer to Fall
(1984) One Vision
(1985)
Thank God It's Christmas est une chanson de Noël écrite par Brian May et Roger Taylor. Seule chanson de Noël du groupe Queen, le single a atteint la 21e place des charts anglais et est restée classée pendant 6 semaines, durant la période Noël-Nouvel An 1984-1985. Bien que n'étant extraite d'aucun album, la chanson apparaît en 1999 sur la compilation Greatest Hits III. Elle a également été couplée avec le single A Winter's Tale de l'album Made in Heaven sorti en 1995.

## Liste des titres

### Vinyle 7"
| 1. | Thank God It's Christmas | Brian May, Roger Taylor | 4:22 |

| 1. | Man on the Prowl              | Freddie Mercury | 3:30 |
| 2. | Keep Passing the Open Windows | Mercury         | 5:22 |

### Vinyle 12"
| 1. | Thank God It's Christmas            | May, Taylor | 4:19 |
| 2. | Man on the Prowl (extended version) | Mercury     | 5:56 |

| 1. | Keep Passing the Open Windows (extended version) | Mercury | 6:50 |

## Classements hebdomadaires
| Classement (1984-85)                   | Meilleure position |
| -------------------------------------- | ------------------ |
| Allemagne (GfK Entertainment)          | 57                 |
| Autriche (Ö3 Austria Top 40)           | 21                 |
| Belgique (Flandre Ultratop 50 Singles) | 11                 |
| Irlande (Irish Singles Chart)          | 8                  |
| Pays-Bas (Single Top 100)              | 31                 |
| Royaume-Uni (UK Singles Chart)         | 21                 |

| Classement (2016-2022)         | Meilleure position |
| ------------------------------ | ------------------ |
| Allemagne (GfK Entertainment)  | 8                  |
| Autriche (Ö3 Austria Top 40)   | 15                 |
| Danemark (Tracklisten)         | 28                 |
| France (SNEP)                  | 150                |
| Italie (FIMI)                  | 79                 |
| Pays-Bas (Single Top 100)      | 22                 |
| Portugal (AFP)                 | 105                |
| Royaume-Uni (UK Singles Chart) | 86                 |
| Royaume-Uni (UK Rock Chart)    | 1                  |
| Suisse (Schweizer Hitparade)   | 29                 |

## Certifications
| Pays              | Certification | Unités certifiées |
| ----------------- | ------------- | ----------------- |
| Danemark (IFPI)   | Platine       | 90 000            |
| Royaume-Uni (BPI) | Argent        | 200 000           |

## Crédits
- Freddie Mercury : chant principal et chœurs
- Brian May : guitare électrique, synthétiseurs et chœurs
- Roger Taylor : batterie, boîte à rythmes, grelots, synthétiseur et chœurs
- John Deacon : basse